# (3549) Hapke
(3549) Hapke (1981 YH) – planetoida z pasa głównego asteroid okrążająca Słońce w ciągu 4,59 lat w średniej odległości 2,76 j.a. Odkrył ją Edward Bowell 30 grudnia 1981 roku.